# Hypothyris flavigera
Hypothyris flavigera är en fjärilsart som beskrevs av Riley 1919. Hypothyris flavigera ingår i släktet Hypothyris och familjen praktfjärilar. Inga underarter finns listade i Catalogue of Life.